# KickassTorrents
KickassTorrents (poznata po kratici KAT) jest mrežna stranica koja pruža direktorij torrent datoteka i magnetnih poveznica kojima se omogućava dijeljenje datoteka umreženjem peer-to-peer (P2P) koristeći protokol BitTorrent. Prema podacima tvrtke Alexa Internet, KAT je prestigla The Pirate Bay u studenome 2014. i time postala najveći poslužitelj BitTorrent datoteka. Dana 20. srpnja 2016. američka vlada zaplijenila je domenu i stranica je otad nedostupna; osoblje je istog dana ugasilo i proxy servere.

## Blokada i cenzura
KickassTorrents (KAT) navodi da poštuje američki zakon o autorskim pravima (DMCA) i uklanja torrente koji krše autorska prava pod uvjetom da ih je prijavio vlasnik datoteke koja se dijeli.
Prvotna domena (u studenome 2008.) bila je kickasstorrents.com.
Nakon što ministarstvo pravosuđa SAD-a zaplijenilo domene stranica Demonoid i Torrentz, stranica se 21. travnja 2011. prebacila na filipinsku domenu kat.ph. Stranica se kasnije prebacila na razne druge domene poput ka.tt, kickass.to, kickass.so, kickasstorrents.im, kat.cr i kickass2.nz. Operateri su izjavili da stranicu namjeravaju premještati s domena na domenu svakih 6 mjeseci.
Dana 28. veljače 2013. Visoki sud Engleske i Walesa naredio je nekolicini pružatelja internetskih usluga u Ujedinjenom Kraljevstvu da blokiraju pristup KAT-u i još dvjema sličnim stranicama. Sudac Richard Arnold presudio je da dizajn stranice doprinosi kršenju autorskih prava.
U skladu s ranijim izjavama operatera, 14. lipnja 2013. domena je prebačena na kickass.to (domena Tonga, pacifičke otočne države).
Dana 23. lipnja 2013. Google je uklonio poveznice ka KAT-u sa svoje tražilice po zahtjevu Filmskog udruženja Amerike (poznato po engleskoj kratici MPAA). Krajem kolovoza iste godine, belgijskim pružateljima internetskih usluga naređeno je da blokiraju KAT. U siječnju 2014. nekolicina irskih pružatelja internetskih usluga počela je blokirati KAT. Narednog mjeseca i Twitter je počeo s blokiranjem poveznica ka KAT-u, ali su krajem mjeseca prestali s cenzurom. U lipnju 2014. Malezija je naredila da se KAT blokira zbog kršenja zakona o autorskim pravima.
U prosincu 2014. stranica se prebacila na somalijsku domenu kickass.so. Navodno je premještena u skladu s ranijim izjavama operatera. Dana 9. veljače 2015. na direktoriju Whois navedeno je da je domena kickass.so "zabranjena", što je prouzrokovalo da stranica ne bude dostupna. Kasnije toga dana, stranica se vratila na prijašnju domenu kickass.to.
Dana 14. veljače 2015. otkriveno je da je Steam počeo blokirati sve poruke koje su sadržavale "kickass.to", iako domena "kickass.to" i druge slične stranice nisu bile blokirane, već ih je Steam označio "potencijalno zlonamjernim".
Dana 23. travnja 2015. stranica se prebacila na domenu kickasstorrents.im (na Otoku Man), ali je brzo ugašena istoga dana, te se odmah narednog dana prebacila na kostarikansku domenu kat.cr.
Google je, već do srpnja 2015., domenu kat.cr uklonio sa svoje tražilice. Nakon uklanjanja, na vrh pretrage pojavila se lažna stranica koja je izgledala kao KAT s tim da je korisnike navela na preuzimanje zlonamjernog softvera.
U listopadu 2015. Portugal je zaobišao svoj pravosudni sustav tako što su se pružatelji internetskih usluga, nositelji autorskih prava i Ministarstvo kulture dogovorili da će zabraniti pristup KAT-u i drugim sličnim stranicama.
U listopadu 2015. preglednici Google Chrome i Mozilla Firefox blokirali su pristup KAT-u iz sigurnosnih razloga jer su pojedine reklame upućivale na zlonamjerni softver; korisnici su mogli zaobići blokadu klikom na poveznicu "ignoriraj". U travnju 2016. Google Chrome i Mozilla Firefox blokirali su KAT zbog zabrinutosti u vezi s mrežnom krađom identiteta. Blokade su kasnije uklonjene nakon što je KAT riješio probleme.
U lipnju 2016. stranica je dodala službenu .onion adresu na Tor mreži.

## Uhićenje navodnog vlasnika
Dana 20. srpnja 2016. ministarstvo pravosuđa SAD-a objavilo je da su zaplijenili domenu KAT.cr i uspješno ustanovili tko je njezin vlasnik. Artem Vaulin, 30-ogodišnji Ukrajinac poznat na internetu po pseudonimu "tirm", pritvoren je u Poljskoj nakon što su je američka vlada podignula optužnice protiv njega. Preostale domene dobrovoljno su ugašene nakon što je glavna domena (kickass2.nz) zaplijenjena.
Vaulin je uhićen nakon što je istragom ustanovljeno poklapanje IP adresā koje je koristio za kupovinu artikala na iTunesovoj mrežnoj trgovini i prijavu na službenu KAT-ovu stranicu na Facebooku. FBI se također lažno predstavio kao zainteresirani oglašivač i uspješno pribavio detalje o povezanom bankovnom računu. Istragu je vodio Jared Der-Yeghiayan, koji je također zaslužan za pronalaženje Rossa Ulbrichta, rukovodioca mrežne trgovine za kupoprodaju droga pod nazivom Silk Road.
U krivičnoj prijavi odjela za istrage američke domovinske sigurnosti, navodi se da su u posjedu cijelih tvrdih diskova stranice i njezinog poslužitelja e-pošte. Istraživanje navodi da je stranica od prihodā od oglašavanja svake godine zaradila preko 12 milijuna dolara.

## Vanjske poveznice
- [neaktivna poveznica]